# غيف مي جست آ ليتل مور تايم
«غيف مي جست آ ليتل مور تايم» (بالإنجليزية: Give Me Just a Little More Time)‏ أو «أعطني فقط المزيد من الوقت» هي المنفردة الأولى لفريق تشيرمن أوف ذا بورد، صدرت في عام 1970 من شركة كابيتول ريكوردز وهي من تأليف فريق هولاند دوزير هولاند في على شركتهم إنفيكتوس ريكوردز.
الأغنية تأليف وإنتاج براين هولاند، لامونت دوزير، إدوارد هولاند الابن، رون دنبار. كان فريق هولاند دوزيرهولاند واقعا تحت دعوى معلقة ضد أرباب عملهم السابقين، شركة موتاون، إذ عمل الثلاثي تحت اسم مستعار هو إديث واين على هذه الأغنية وغيرها الكثير في بداياتهم على إنفيكتوس وهوت واكس. المغني الرئيسي في الأغنية هو جنرال جونسون بدور الراوي الذي يتوسل لحبيبته التي رفضته أن تعيد النظر وتمنحه «المزيد من الوقت فقط».
كانت الأغنية مشابهة جدا لتسجيلات موتاون بأكثر من وجه. فبالإضافة إلى كونها من تأليف فريق هولاند دوزير هولاند، كانت الخلفية الموسيقية من أداء فانك برذرز، الفرقة الرئيسية لموتاون.
هذه الأغنية، مع الوجه الثاني لها «سينس ذا ديز أوف بيغتيلز»، وصلت المركز الثالث على قائمة بيلبورد هوت 100 في الولايات المتحدة، ما جعلها أفضل أداء للفرقة على هذه القائمة، وأولى أغانيهم التي وصلت للأربعين الأوائل على القائمة. كما وصلت للمركز الثاني على قائمة أغاني الآر أند بي. وصلت إلى المركز الثالث في المملكة المتحدة في سبتمبر 1970، حيث باعت وقتها أكثر من مليون نسخة في الولايات المتحدة. ووضعت في الألبوم الأول لهم، والذي كان عنوانه باسم الفرقة، وتم تغيير اسمه في إصدارات لاحقة ليكون باسم الأغنية.
في عام 1982، أدت مغنية الآر أند بي الأمريكية أنجيلا كليمونس الأغنية ووصلت للمركز الرابع على قائمة بيلبورد لأغاني موسيقى الرقص والأندية. كما أدت المغنية الأسترالية كايلي مينوغ الأغنية عام 1992 ووصلت للمركز الثاني في المملكة المتحدة.